# Amanda Peet
Amanda Peet (født 11. januar 1972 i New York City, New York) er en amerikansk skuespiller.

## Filmografi i udvalg
- Ni fod under (2000)
- Evil Woman (2001)
- Igby Goes Down (2002)
- Den Skjulte Sandhed (2002
- Identity (2003)
- Ti fod under (2004)
- A Lot like love(((2004)))
- Melinda and Melinda (2005)
- Syriana (2005)
- 2012 (2009)